# Sân bay Khatgal
Sân bay Khatgal (IATA: HTM, ICAO: ZMHG) nằm tại Khatgal, tỉnh Khövsgöl tại Mông Cổ. Sân bay có một đường băng trải sỏi. Đây là một sân bay nhỏ được xây dựng trong năm 2006/2007. Sân bay chỉ có các chuyến bay đi và đến Ulaanbaatar vào mùa hè, chủ yếu nhằm phục vụ khách du lịch đến hồ Khövsgöl.